# Palesztin vipera
A palesztin vipera (Vipera palestinae) a hüllők (Reptilia) osztályába a kígyók (Serpentes) alrendjébe és a viperafélék (Viperidae) családjába tartozó faj.
Egyes rendszerbesorolások a Daboia nembe sorolják Daboia palaestinae néven.

## Elterjedése
Szíria, Jordánia, Izrael és Libanon területén él.

## Megjelenése
Robusztus megjelenésű erős vipera. Átlagos testhossza 70-90 centiméter, maximum 130 centiméter. Világos, szürke vagy okker alapon a Russel-vipera (Daboia russeli) mintájára helyezkednek el, sötétebb, barnás-szürkés foltjai, azzal a különbséggel, hogy a palesztin vipera foltjai keresztirányban rendszeresen egybeolvadnak.

## Védettsége
Szerepel az IUCN vörös listáján. A populáció teljes száma ismeretlen.
|  |